# Gerald Holtom
Gerald Holtom, né le 20 janvier 1914 et mort le 18 septembre 1985,,, est un designer professionnel franco-britannique et artiste diplômé du Royal College of Art.
Il a été objecteur de conscience pendant la Seconde guerre mondiale. Le 21 février 1958, alors qu'il travaille pour le ministère de l'éducation, il dessine le logo « Peace and love » ☮ de la Campaign for Nuclear Disarmament (CND), qui deviendra un des symboles de la paix les plus connus dans le monde.